# Nasiha Kapidžić-Hadžić
Nasiha Kapidžić-Hadžić (Bania Luka, Reino de Yugoslavia, 6 de diciembre de 1932-Sarajevo, República de Bosnia y Herzegovina, 22 de septiembre de 1995) fue una escritora bosnia preeminentemente poetisa y novelista infantil.

## Biografía
Comenzó a escribir a los seis años tras una cirugía.
Estudió filosofía en la Universidad de Belgrado y trabajó como profesora y locutora de radio.
Tenía una hija llamada Ania.